# Erick van Egeraat

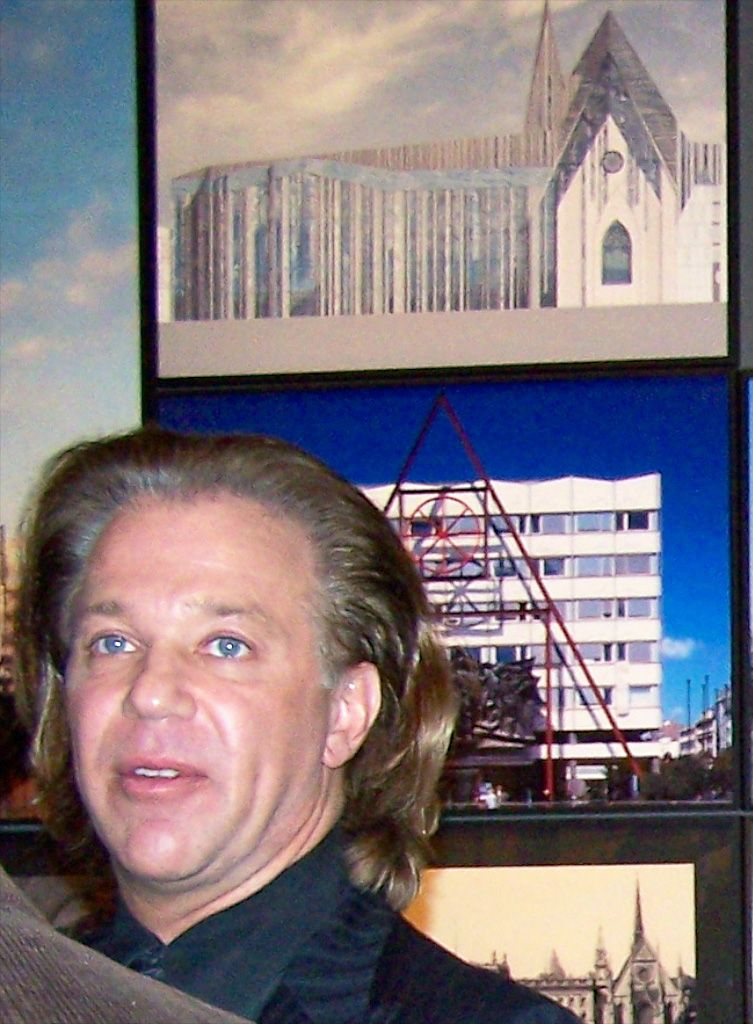
Erick van Egeraat anlässlich einer Vernissage 2007 in Leipzig

Erick van Egeraat (* 27. April 1956 in Amsterdam) ist ein niederländischer Architekt, Autor und Leiter eines Architekturbüros mit Niederlassungen in Rotterdam, Moskau, Budapest und Prag. Im Laufe der Karriere hat er über 100 Bauten errichtet und wurde mehrfach international ausgezeichnet.

## Beruflicher Werdegang

### Mecanoo
Im letzten Studienjahr an der Technischen Universität Delft gewann Erick van Egeraat 1984 ein Wettbewerb für flexibles junges Wohnen am Kruisplein in Rotterdam, worauf er zusammen mit Henk Döll, Francine Houben, Roelf Steenhuis und Chris de Weijer das Büro „Mecanoo architecten b.v.“ in Delft gründete. Die junge Firma betätigte sich auf verschiedenen Feldern und gewann bald Anerkennung. Im sozialen Wohnungsbau in Stadterneuerungsbereichen stachen hervor der „Hillekop“ in Rotterdam (1986–1989) und „Herdenkingsplein“ in Maastricht (1990–1994); im freien Wohnungsbau das „Haus 13“ der IGA Stuttgart 1993 (1990–1993), ausgezeichnet mit dem Hugo-Häring-Preis 1994 und dem BDA-Preis Guter Bauten 1994. Beachtenswert auch das kleine Uferrestaurant „Boompjes Pavilion“ in Rotterdam (1990).

### Erick van Egeraat associated architects (EEA)

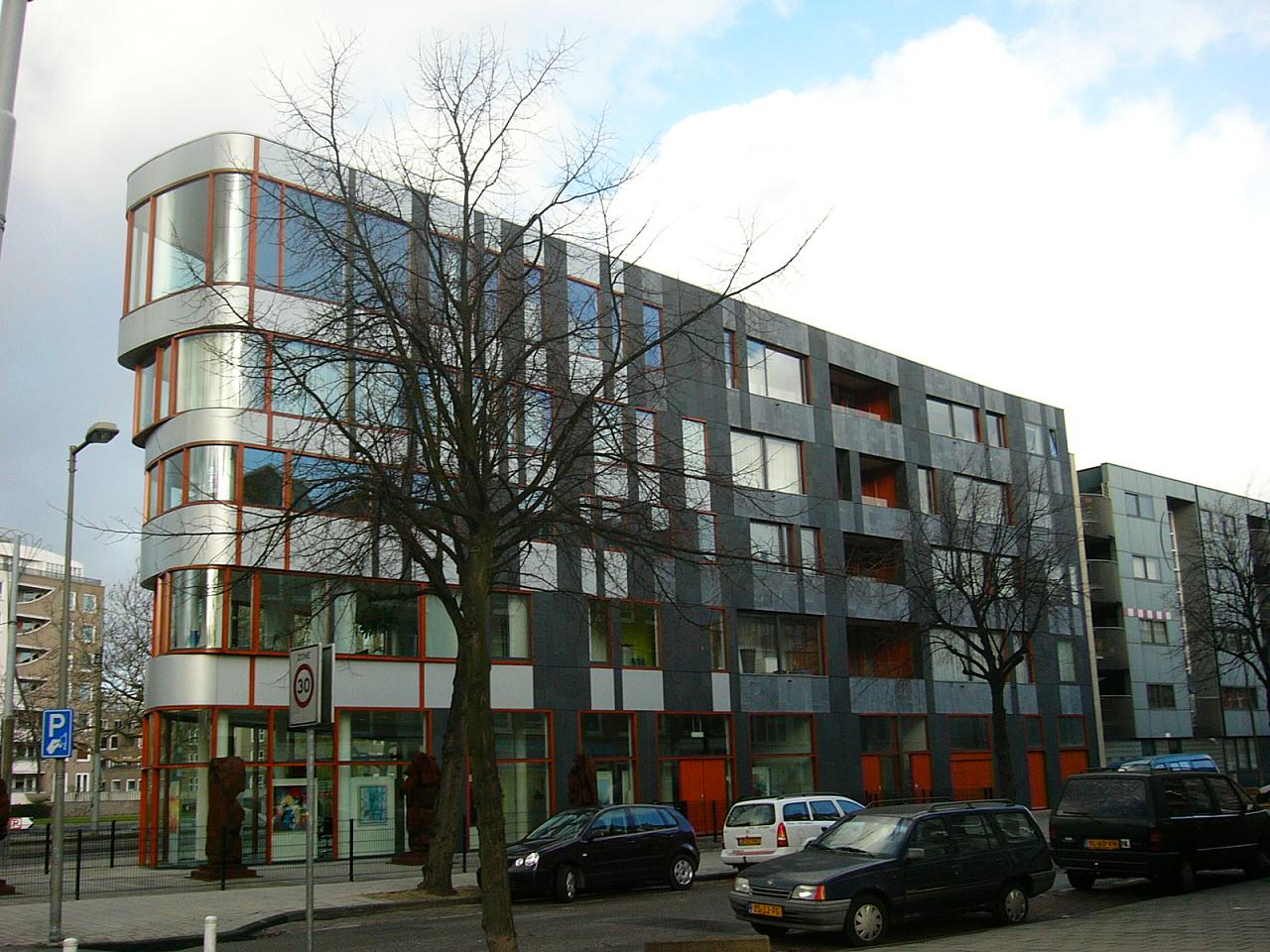
„Tropenpunt“ an der Mauritskade in Amsterdam (2002)

Auf der Höhe des Erfolges verließ Erick van Egeraat Mecanoo 1995, um in seinem eigenen Büro „Erick van Egeraat associated architects (EEA)“ in Rotterdam zu arbeiten: weiterhin stadterneuernd, aber sich nicht mehr allein auf Sozialwohnungsbau beschränkend. Die Bauaufgaben erstreckten sich nunmehr auf Lehre- und Forschungsbauten („InHolland“-Fachhochschule in Rotterdam, 1996–2000), Musik („Mezz“ in Breda, 1996–2002), hochwertiges Wohnen („Tropenpunt“ an der Mauritskade in Amsterdam, 1996–2002), Verwaltung (Rathaus Alphen aan den Rijn, 1997–2002) und Ausstellungsbauten (städtische Kunstgalerie in Cork, 1996–2000); Institut für moderne Kunst in Middlesbrough 2003–2007.
Um die Jahrtausendwende gab es eine Reihe von Entwürfen für Deutschland: Wohnbebauung Sternstraße in Dresden (1994–1999), Hauptbahnhof Stuttgart und Umgebung (1996), Bankhaus in Düsseldorf (1997), Büro- und Geschäftshaus Holzmarktstraße in Berlin (2001), Gateway Gardens in Frankfurt am Main (2005). Stuttgart 21 zählt im Städtebau und Entwurf zu den besonders herausragenden Entwürfen dieser Zeit („eine jahrhundertalte sterile Innenstadtwüste in der Stadtmitte von Stuttgart wird wieder zum Leben erweckt“, so die Projektbeschreibung).
Darauf folgte der Schritt nach Mitteleuropa und Russland, damals noch ein weißer Fleck für westliche Architekten. Nach Erick van Egeraat wachen einem in dem Land, wo “alles so neu und aufregend sei, die Sinne auf, und man sieht dasjenige, was den anderen in ihrer täglichen Routine entgeht” – hier kann man wahrlich anders werden, weil man „in Mitteleuropa weit offener fürs Neue“ sei. Erick van Egeraat ging hier seiner Vorliebe für die Arbeit an den Altbauten nach (Bürohaus-Erweiterung der ING-Bank und NNH-Versicherung, 1993–1997; „Liget Center“, 2000–2002; „Déak Palota“, 2003–2004, alle in Budapest), für die ihm weite Anerkennung zuteil ward („National Restoration award“ fürs Bürohaus der ING und NNH in Budapest, Ungarn, 1999; „Life in Architecture Award“ fürs beste Gebäude in Warschau 2004–2005, für die königlich-niederländische Botschaft zu Warschau, Polen 2005; Reitter-Ferenc-Preis für den Umbau „Déak Palota“ in Budapest; „For Budapest Award“ für Architekturmeisterwerke in Budapest 2006).
Auch die russischen Entwürfe fanden Anerkennung vor Ort und international, stießen aber auch auf Kritik. So seien die Pläne „so vulgär wie die Leute, für die sie gemacht sind“ (Wohnhochhaus-Komplex „Russian Avant-Garde“ in Moskau, 2001; Stadtteilreparatur „Rotoktober“-Fabrik in Moskau, seit 2007 andauernd; „Capital City“-Hochhäuser in Moskau 2002–2010; „Barvikha Hills“-Villenvorstadt bei Moskau, 2004–2010).

### (designed by) Erick van Egeraat

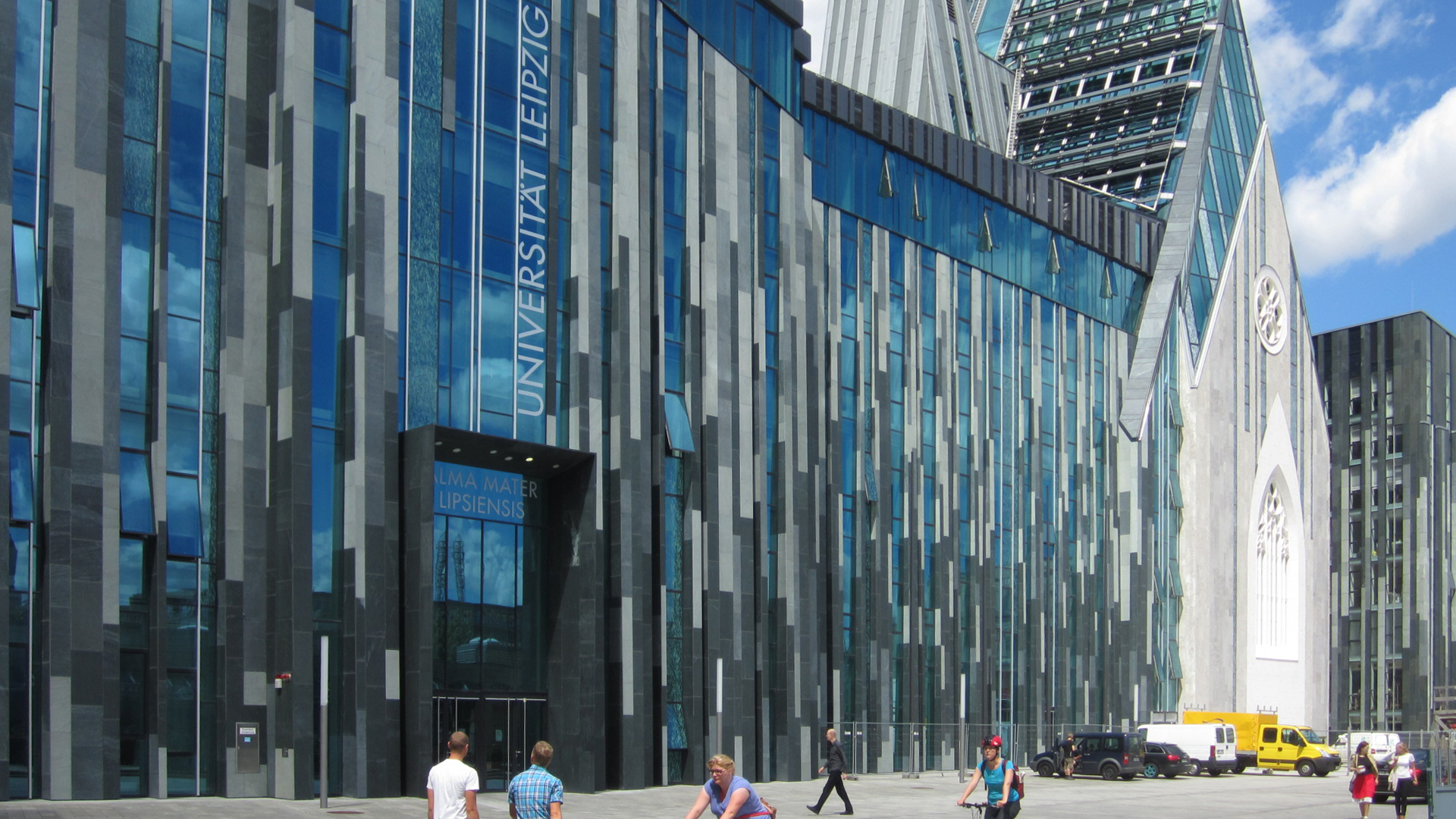
Neues Augusteum, Universität Leipzig, Teil des innerstädtischen Campus (2012)

Am  20. Januar 2009 musste Erick van Egeraat für seine global operierende Firma EEA Insolvenz anmelden, nachdem mehrere Großprojekte infolge der Finanzkrise gestoppt worden waren. Sein neu gegründetes Büro firmiert unter dem Namen „(designed by) Erick van Egeraat b.v.“ Seitdem entstand eine Anzahl von Bauten wie das Drents Museum in Assen, Niederlande (2007–2011), Müllverbrennungsanlage in Roskilde, Dänemark (2008–2013), „Columbuskwartier“ in Almere, Niederlande (2008–2014) oder die Sberbank-Sparkassenakademie bei Moskau (2010–2013).
Zwei Wettbewerbsgewinnen folgen über zehn Jahre Arbeit: am Bürogebäude „Sumatrakontor“ (2006–2011), als Teil des „Waterfront“-Masterplans für Hamburgs Überseequartier (2004–2011) und am Hauptgebäude des Innenstadtcampus der Leipziger Universität (2004–2015).
Die Uni-Bauten stehen, wo die ehemalige gotische Paulinerkirche (13. Jahrhundert) auf Geheiß der DDR-Führung 1968 gesprengt wurde, und nehmen auf die Kirche wie auf die Sprengung gestalterisch und gedanklich Bezug, ohne ihre jüngste Entstehungszeit zu leugnen. „In allen meinen Arbeiten“, so Erick van Egeraat, „versuche ich, der Starre zu entkommen. In der Universitätskirche von Leipzig werden z. B. die Putzsäulen erst keramisch und dann gläsern-transparent. Manche hängen zudem von der Decke, nicht ganz zum Boden reichend – eine gute Lösung, glaube ich, aber nicht jeder war gleich derselben Meinung: man glaubte, ich würde es zum Spaß machen. In der Entwurfsphase kam es deswegen gar zu einem kleinen Eklat, aber nun ist alles beigelegt. Schön fände ich es, wenn die Bauherren meine Planung auch so belassen, und ganz glücklich wäre ich, wenn die Häuser 100, gar 200 Jahre stünden.“

### Weitere Aktivitäten
Erick van Egeraat entwirft auch Interieurs wie z. B. für die Rechtsfirma „De Brauw“ im Bürohochhaus „The Rock“ (2006–2009) oder den Öffentlichkeitsbereichen des Mercury City Tower (2012–2013) auch die von ihm designte Objekte wie die Vase „Black Max“ (1997–1999) oder Türgriff „Erick“ (2008). „Eine Vase“, so Erick van Egeraat, „ist genauso belangreich wie ein Haus“.
Ausstellungen begleiten Erick van Egeraat von Anfang an; in Deutschland war er mit „For Russia with Love“ vertreten (Entwurfsarbeiten für Moskau, in Berlin, 2003), „Masterplan“ Überseequartier Hamburg, 2008), sowie „Paulinerkirche und (k)ein Ende“ und „Kontrapunkte“ (Universitätsentwürfe Leipzig, in Leipzig, 2004 und 2007). „Kontrapunkte“ nahm im Kontext des Leipziger Augustplatzes Bezug zum einst dort gewesenen Haus eines anderen holländischen Architekten, Hendrik Petrus Berlage (1856–1934), und verglich seine und Erick van Egeraats Positionen. Im Abstand von 100 Jahren waren beide jeder für sich innovative, aber auch kontrapunktisch.
Erick van Egeraat hat eine Professur an der Internationalen Architekturakademie in Sofia, Bulgarien und tritt weltweit mit Vorträgen, Entwurfswerkstätten und Meisterklassen auf. Aus seiner Feder stammen einige Bücher, z. B. ein architekturtheoretisches „Six ideas about architecture“ (zusammen mit Deyan Sudjic), ein Bautenrückblick “10 years Erick van Egeraat: realized works” (zusammen mit Philip Jodidio) und „Life without Beauty“, ein provokatives Zusammenspiel von Ästhetik und Ökonomie.

## Ausgewählte Entwürfe
- 1980–1985, Wohnbebauung Kruisplein, Rotterdam, Niederlande (im Mecanoo)
- 1985–1989, Wohnbebauung Tiendplein, Rotterdam, Niederlande (im Mecanoo)
- 1989–1990, Uferrestaurant “Boompjes”, Rotterdam, Niederlande (im Mecanoo)
- 1990–1992, “Parkhotel”, Rotterdam, Niederlande (im Mecanoo)
- 1990–1993, Experimentelles Wohnen auf der IGA Stuttgart, Stuttgart, Deutschland (im Mecanoo)
- 1992–1995, Naturkundemuseum, Rotterdam, Niederlande[28] (im Mecanoo)
- 1992–1994 / 1993–1997 Bürohaus ING / NNH mit Anbau, Budapest, Ungarn
- 1994–1997, Mode- und Grafikschule, Utrecht, Niederlande[29]
- 1994–1999, Wohnbebauung Sternstrasse, Dresden, Deutschland
- 1996–2000, Städtische Kunstgalerie, Cork, Irland
- 1996–2000, „InHolland“-Fachhochschule (zur Bauzeit, „Ichthus“-Fachhochschule), Rotterdam, Niederlande[6]
- 1996–2005, Wohnbebauung „Vijverpark Westzijde“, Papendrecht, Niederlande
- 1996–2002, Popstage „Mezz“, Breda, Niederlande[7]
- 1997–2002, Rathaus, Alphen aan den Rijn, Niederlande
- 1998–2002, Wohnhaus „Tropenpunt“, Amsterdam, Niederlande[8]
- 1999–2003, Wohnbebauung “Villa Bianca”, Prag, Tschechien[30]
- 1999–2004, ING-Hauptverwaltung, Budapest, Ungarn
- 2000–2004, Königlich-niederländische Botschaft in Warschau, Polen
- 2000–2011, “The Rock”-Bürohochhaus, Amsterdam, Niederlande[20]
- 2001–2005, Wohnbebauung “Crescent”, Nieuw Vennep, Niederlande
- 2002–2010, Büro- und Wohnhochhäuser Capital City, Moskau, Russland
- 2003–2004, Umbau des Bürogebäudes “Deak Palota”, Budapest, Ungarn[31]
- 2003–2005, “ABC-Fakultät” der Universität Utrecht, Utrecht, Niederlande
- 2003–2006, Bürogebäude “Zilverparkkade”, Lelystad, Niederlande[32]
- 2003–2006, „Metzo“-Kolleg, Doetinchem, Niederlande[33]
- 2003–2007, Institut für Moderne Kunst, Middlesbrough, Großbritannien
- 2003–2008, Stadttheater, Haarlem, Niederlande[34]
- 2003–2012, Masterplan “Milanofiori”, bei Mailand, Italien[35]
- 2004–2010, Masterplan “River Park”, Bratislava, Slowakei[36]
- 2004–2010, Privatvilla, Rotterdam, Niederlande[37]
- 2004–2015, Innerstadtcampus mit Hauptgebäude und Aula der Leipziger Universität, Leipzig, Deutschland[38]
- 2005–2009, “Lyon Confluence”, Lyon, Frankreich[39]
- 2005–2010, Einkaufszentrum “Werschina”, Surgut, Russland
- 2006–2011, “Sumatrakontor”, Hamburg, Deutschland
- 2006–2014, “Bay Mansion”-Villa bei Moskau, Russland[40]
- 2007–2011, Drents Museum, Assen, Niederlande[16]
- 2008–2010, Schachakademie, Chanty-Mansijsk, Russland
- 2008–2013, Müllverbrennungsanlage, Roskilde, Dänemark[41]
- 2009–2012, Wohn- und Geschäftsbebauung „Columbuskwartier“, Almere, Niederlande[42]
- 2010–2013, Sberbank-Sparkassenakademie bei Moskau, Russland[18]
- 2010–2013, Umbau des Erasmus-Universitäts-College, Rotterdam, Niederlande[43]
- 2012–2013, Öffentliche Bereiche des Mercury City Tower, Moskau, Russland[21]

## Preise und Auszeichnungen
- Hugo-Häring-Preis für experimentelles Wohnen auf der IGA Stuttgart 1993[3] (mit Mecanoo)
- Ehrenmitgliedschaft, Bund Deutscher Architekten (1996)
- Ehrenmitgliedschaft, Royal Institute of British Architects (1996)
- “MIPIM award”, fürs ING-NNH-Bürohaus, Budapest, Ungarn (1999)
- “Life in Architecture Award”, fürs beste Gebäude in Warschau 2004–2005, für die Königlich-niederländische Botschaft in Warschau, Polen (2005)
- Reitter-Ferenc-Preis, für den Umbau des „Déak Palota“ in Budapest, Ungarn (2006)
- “For Budapest Award”, fürs “Entwerfen architektonischer Meisterwerke in Budapest, Ungarn” (2006)
- “Renaissance Award” des Royal Institution of Chartered Surveyors, für Institut für Moderne Kunst, Middlesbrough, Großbritannien (2007)
- “RIBA Award North East region”, für Institut für Moderne Kunst, Middlesbrough, Großbritannien (2007)
- “Rietveldprijs”, für die “ABC-Fakultät” der Universität Utrecht, Utrecht, Niederlande (2007)
- “Hadrian Award”, für Institut für Moderne Kunst, Middlesbrough, Großbritannien (2007)
- “Best multi-functional development at Commercial Real Estate Award”, für Capital City, Moskau, Russland (2010)
- “Emporis Skyscraper Award”, für Capital City, Moskau, Russland (2010)
- “Best Building of 2011, Russia”, für die Schachakademie, Chanty-Mansijsk, Russland (2011)
- Grand Prix, “Golden Capital Award Siberia”, fürs Einkaufszentrum “Werschina”, Surgut, Russland (2012)
- “Best Building of 2012, Siberia”, fürs Einkaufszentrum “Werschina”, Surgut, Russland (2012)
- “Best Interior”, “Dutch Design Award”, furs Drents Museum, Assen, Niederlande (2012)
- “Best high-rise architecture in Russia”, “European Property Awards”, für Mercury City Tower, Moskau, Russland (2013)